# Slečna
Slečna (zkracováno sl., s., anglicky Miss, francouzsky mademoiselle, německy Fräulein) dříve formální oslovení příslušící svobodné (neprovdané) ženě, dnes spíše používané jako neformální označení pro dívku či mladou ženu. V písemném styku bez znalosti stavu adresátky je slečna vytlačována ve prospěch neutrálního titulu paní. K tomu přispívá i rozšiřující se stav řady žen ve stálém, ale neoficiálním partnerském a rodinném svazku, formálně slečny, ve skutečnosti paní.

## Etymologie
Slovo v češtině nejspíše vzniklo zkomolením slova šlechtična. První doklady pochází ze 17. století (zde s významem šlechtična), ve významu neprovdané vznešené ženy od první poloviny 18. století.